# Akodon dayi
Rata de pasto diurna (Akodon dayi) es una especie de roedor de la familia Cricetidae  .
Se le encuentra sólo en Bolivia.